# La Chapelle-Engerbold
La Chapelle-Engerbold – miejscowość i dawna gmina we Francji, w regionie Normandia, w departamencie Calvados. W dniu 1 stycznia 2016 roku z połączenia sześciu ówczesnych gmin – La Chapelle-Engerbold, Condé-sur-Noireau, Lénault, Proussy, Saint-Germain-du-Crioult oraz Saint-Pierre-la-Vieille – powstała nowa gmina Condé-en-Normandie. W 2013 roku populacja La Chapelle-Engerbold wynosiła 105 mieszkańców. 